# 헌정회

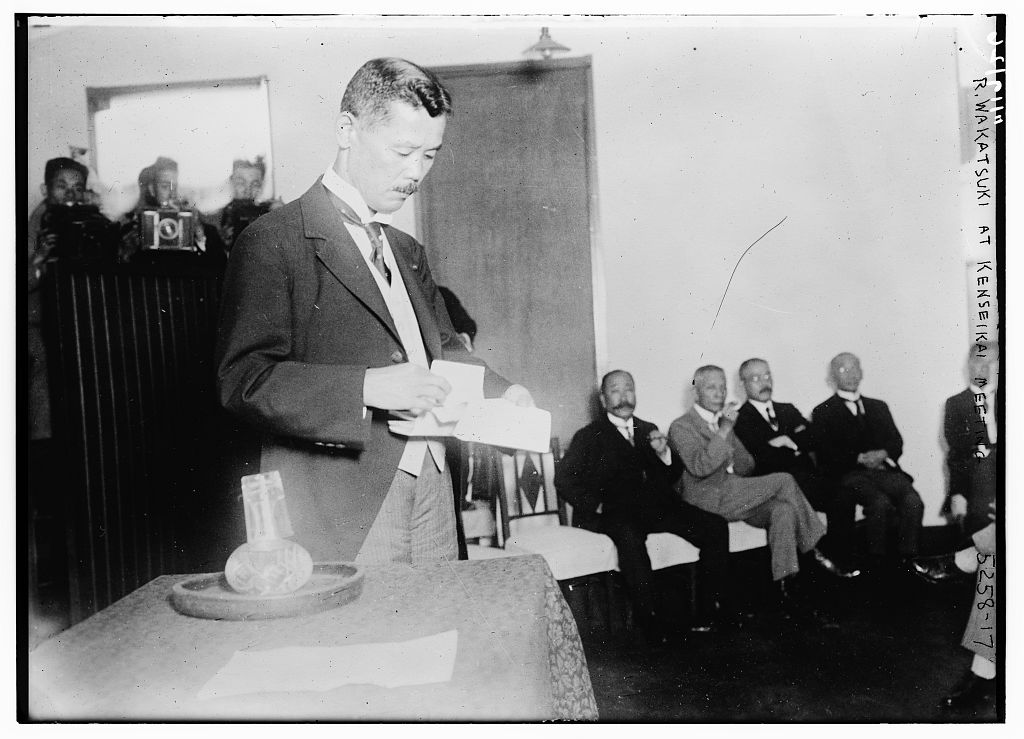
헌정회 대회에 참석한 와카쓰키 레이지로.

헌정회(일본어: 憲政会 겐세이카이[*])는 일본 다이쇼 시대와 쇼와 시대에 있었던 정당이다.
1916년 10월 10일, 제2차 오쿠마 내각을 이끄는 여당이었던 입헌동지회가 입헌정우회에 반감을 갖고 있던 오자키 유키오의 중정회, 오쿠마 시게노부계의 공우구락부 등의 여러 군소정당들을 모아 설립한 정당이다. 총재로는 동지회 총재였던 가토 다카아키가 취임했으며, 7명의 총무를 두었다. 이 통합으로 당시 헌정회는 198개의 의석을 가졌었다.
그러나 뒤이은 데라우치 내각 때 있던 총선거에서 패배하여 의석 수를 입헌정우회에게 빼앗기고 제1야당이 되었다. 야당이 된 뒤에는 여당 입헌정우회에 맞서, 시베리아 침략 반대, 노동조합의 공인 등을 주장했다. 1924년 호헌 운동에 참여하여 제15회 중의원 의원 총선거에서 151개의 의석을 차지해 여당이 되어 가토 내각을 출범시켰다. 처음에는 입헌정우회, 혁신 클럽과 연정했으나 이후 단독 내각으로 바꾸었다. 가토가 죽은 뒤 와카쓰키 레이지로가 당 총재 겸 총리를 겸했다. 금융계 대공황의 여파로 정세가 혼란스러워지자, 1927년 정우회에서 떨어져나간 정우본당과 합병해 입헌민정당이 되었다.